# Aura (kalender)
Aura var en litterär kalender utgiven i Åbo 1817-18, vilken gav uttryck för Åboromantiken och stod under inflytande av fosforisterna i Sverige.
Kalanderns två häftan innehöll bidrag av Adolf Ivar Arwidsson, Axel Gabriel Sjöström, Johan Jacob Tengström med flera.